# Segundo Exército (Império Otomano)
O Segundo Exército do Império Otomano era responsável pela proteção das partes meridionais do território do império. Entrou em ação com a entrada dos otomanos na Primeira Guerra Mundial, em outubro de 1914 sob o comando do general Vehip Paxá, e empregado no Oriente Médio, onde enfrentou as tropas britânicas e seus aliados da Commonwealth, na maioria forças da ANZAC. Nesta altura o Segundo Exército ficou estacionado em Alepo, na Síria, situada próximo à linha de frente, que se encontrava então na Mesopotâmia e na Palestina. 
Em 1917 o general Mustafa Kemal Paxá tornou-se comandante do Segundo Exército; em outubro daquele ano Kemal renunciou em protesto à conduta de Enver Paxá durante a Campanha do Cáucaso.